# SMS Kronprinzessin Erzherzogin Stephanie (1887)
«Кронпринцесса Эрцгерцогиня Стефания» (нем. Kronprinzessin Erzherzogin Stephanie) — барбетный броненосец Австро-Венгрии.
Своё название броненосец получил в честь Кронпринцессы Стефании Бельгийской, жены Кронпринца Рудольфа.

## Строительство
«Стефания» была заложена одновременно с «Кронпринцем Эрцгерцогом Рудольфом», но сильно отличалась по конструкции, в том числе высотой борта — массивный броненосец «Кронпринц Эрцгерцог Рудольф» был заметно выше более приземистого броненосца «Кронпринцесса Эрцгерцогиня Стефания».
По другим данным, заложен в 1885 году

## Конструкция
Водоизмещение 5 150 тонн, длина между перпендикулярами 85 метров.

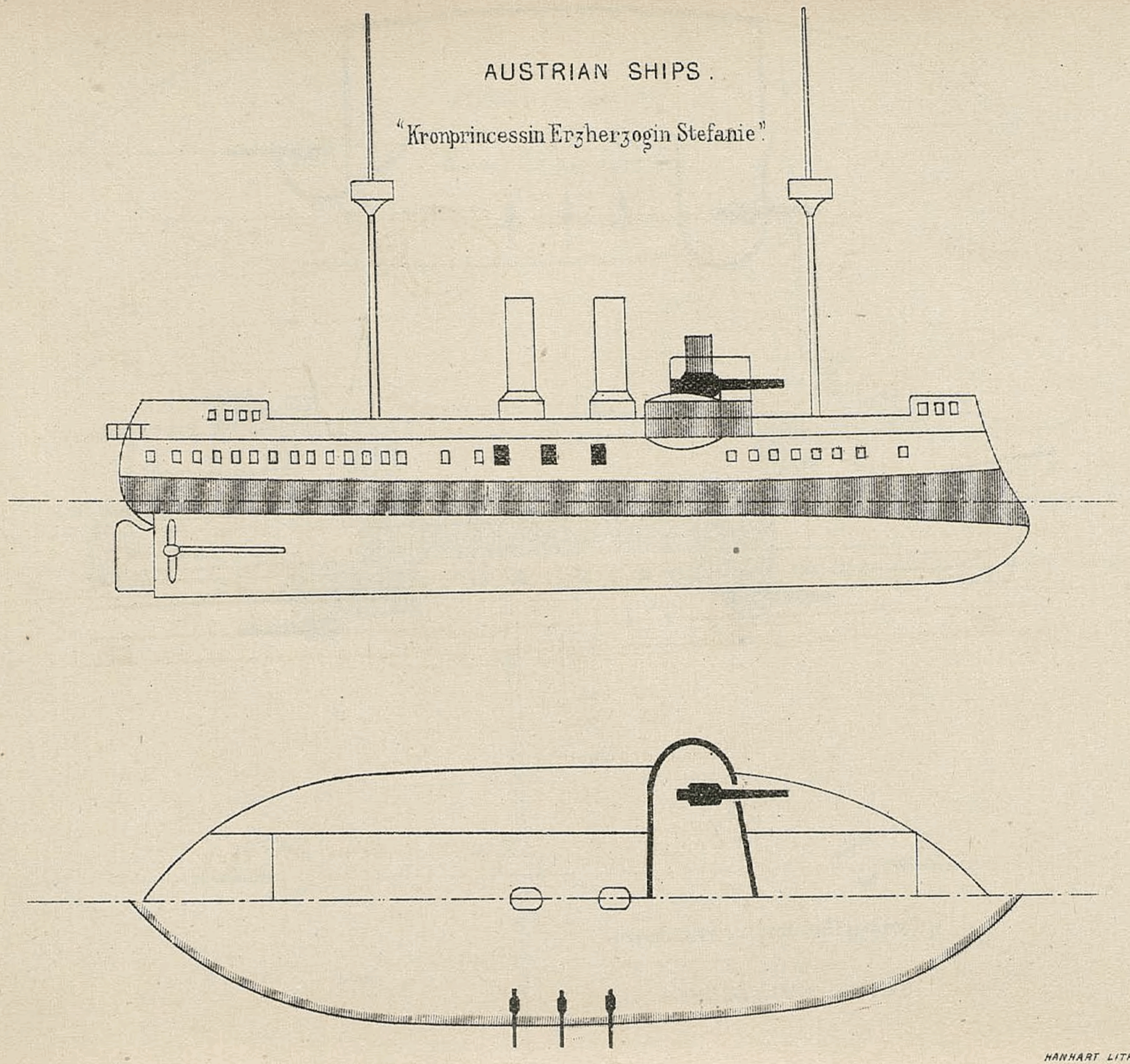
Схема бронирования и размещения вооружения

### Бронирование
Броня сталежелезная, броневых траверсов не было. Толщина барбетов — 200 мм, а палубы — 25 мм. В отличие от броненосца «Кронпринц Эрцгерцог Рудольф», броневой пояс покрывал всю ватерлинию, что отрицательно сказалось на его толщине; он достигал 228 мм.

### Вооружение
Два орудия главного калибра размещались в бортовых барбетах, кормовое орудие отсутствовало, что уменьшало бортовой залп до одного ствола.
Орудия среднего калибра располагались в тесной небронированной батарее и могли выйти из строя от попадания одного снаряда. По другим данным, были установлены шесть орудий калибра 120-мм, и два торпедных аппарата.

### Силовая установка
Двухвинтовая машинная установка имела мощность до 11 000 л. с. и позволяла развивать скорость хода до 17 узлов.

## Служба
Сразу же после вступления в строй в 1890 году участвовал в совместных с германским флотом манёврах.
В Первой мировой войне этот уже устаревший к тому времени корабль практического участия не принимал. Броненосец был в строю 28 лет, но за это время ничем не отличился.
Завершилась служба сдачей на слом спустя несколько лет после окончания войны.